# Platanthera sachalinensis
Platanthera sachalinensis là một loài thực vật có hoa trong họ Lan. Loài này được F.Schmidt miêu tả khoa học đầu tiên năm 1868.

## Hình ảnh

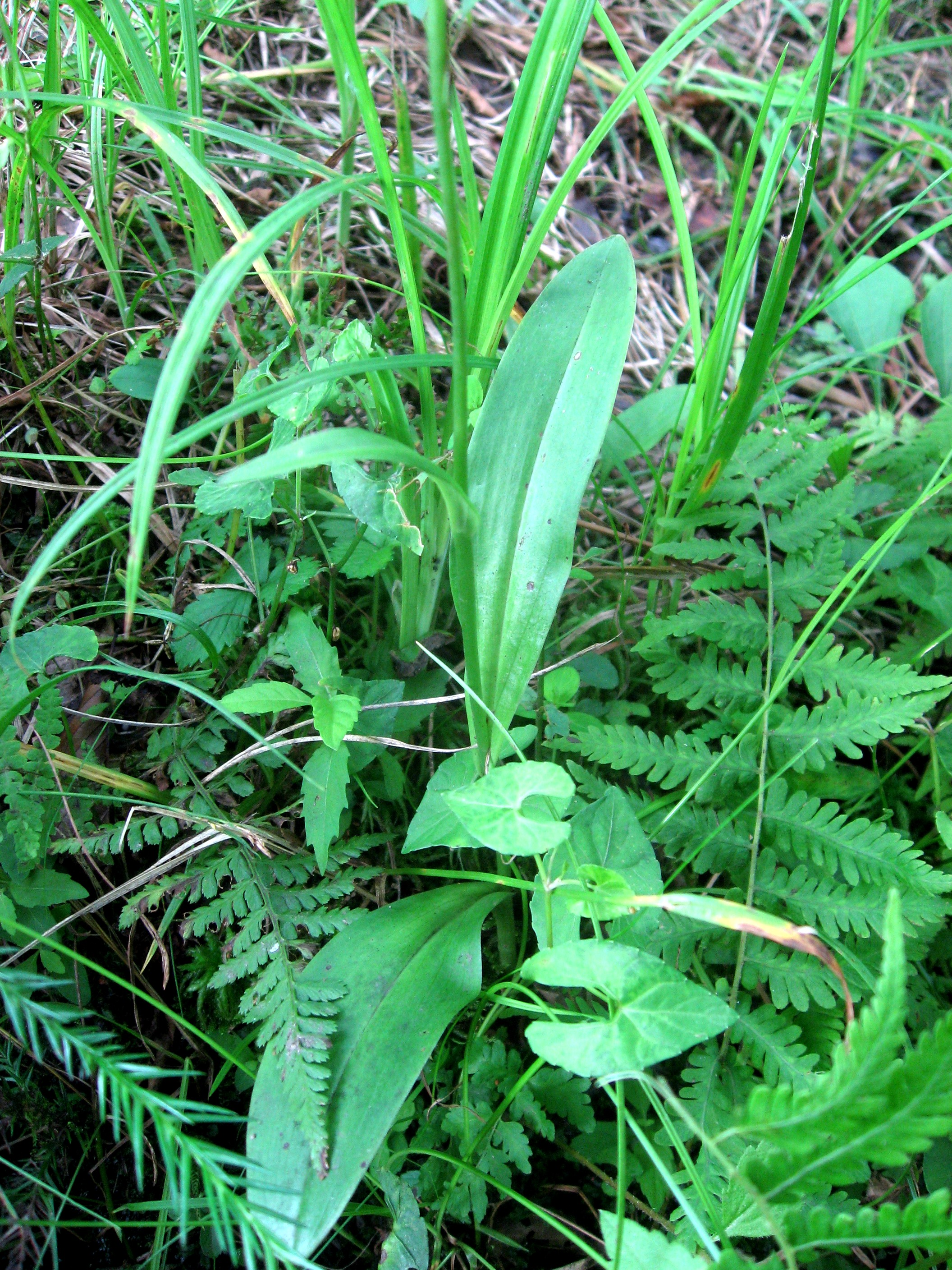